# Carigradski patrijarh
Ekumenski carigradski patrijarh jest nadbiskup Carigrada i primus inter pares (‘prvi među jednakima’) među poglavarima nekoliko autokefalnih Crkava koje čine Pravoslavnu Crkvu.
Smatra se duhovnim vođom pravoslavnih kršćana u cijelome svijetu. Pojam »Ekumenski« u tituli povijesna je referenca na ekumenu, grčki naziv za civilizirani svijet, tj. Rimsko Carstvo, a potječe iz 28. kanona Kalcedonskoga sabora.
Ekumenska carigradska patriharšija jedna je od najtrajnijih institucija na svijetu i imala je istaknutu ulogu u svjetskoj povijesti. Ekumenski su patrijarsi u davna vremena pomogli u širenju kršćanstva i rješavanju raznih doktrinarnih sporova. U srednjemu vijeku igrali su veliku ulogu u poslovima Pravoslavne Crkve, kao i u politici pravoslavnoga svijeta, te u širenju kršćanstva među Slavenima. Trenutno, osim širenja kršćanske vjere i pravoslavnoga nauka, patrijarsi su uključeni u ekumenizam i međureligijski dijalog, milosrdni rad i obranu pravoslavnih kršćanskih tradicija.
Ekumenski carigradski patrijarh smatra se nasljednikom svetoga Andrije apostola.

## Povezano
- Popis carigradskih patrijarha